# Обикновена мушмула
Обикновената мушмула или Mespilus germanica, към който вид принадлежи и култивираното растение, е дърво високо до 6 метра. Листата са целокрайни, продълговато-овални, цветовете – единични, едри, бели, а плодът е костилков с твърдо тръпчиво месо. Отглежда се заради плодовете. Разпространен е в България, южните райони на бившия Съветски съюз, някои европейски страни, САЩ, на някои места в Азия. В България мушмулата се отглежда навсякъде, без да има особено стопанско значение. След известен период на съхранение плодовете омекват и стават подходящи за консумация, като съдържат комбинация от витамини и полезни вещества за организма.